# 角田桂嶽
角田 桂嶽（かくた けいがく、1890年 - 1944年6月3日）は、日本の牧師、神学者。日本基督荒町教会（現：日本キリスト改革派仙台教会）牧師。

## 生涯
プリンストン神学校に留学時代にジョン・グレッサム・メイチェンの薫陶を受ける。更に、ハーバード大学に留学して帰国して、日本基督教会仙台荒町教会（南鍛冶町教会）の牧師になる。
また、牧会をしながら東北学院で教鞭を採っていたが、逐語霊感説を唱えて穏健リベラリズムの立場をとる理事会と対立し、1931年6月、東北学院から追放された。その後角田の免職に反対する高等学部生の間でストライキが起こった。また、角田と親しかった山川丙三郎は角田を支えるためのカンパに協力した。
1944年仙台市の北四番町教会の小林亀太郎牧師が死去すると、アメリカ・ドイツ改革派教会によって設立された3つの教会が合同し、仙台北四番丁教会（現日本キリスト改革派仙台教会）を設立する。角田が初代牧師に就任するが、直後に急死する。角田の死後渡辺公平が後任の伝道師に就任する。

## 評価

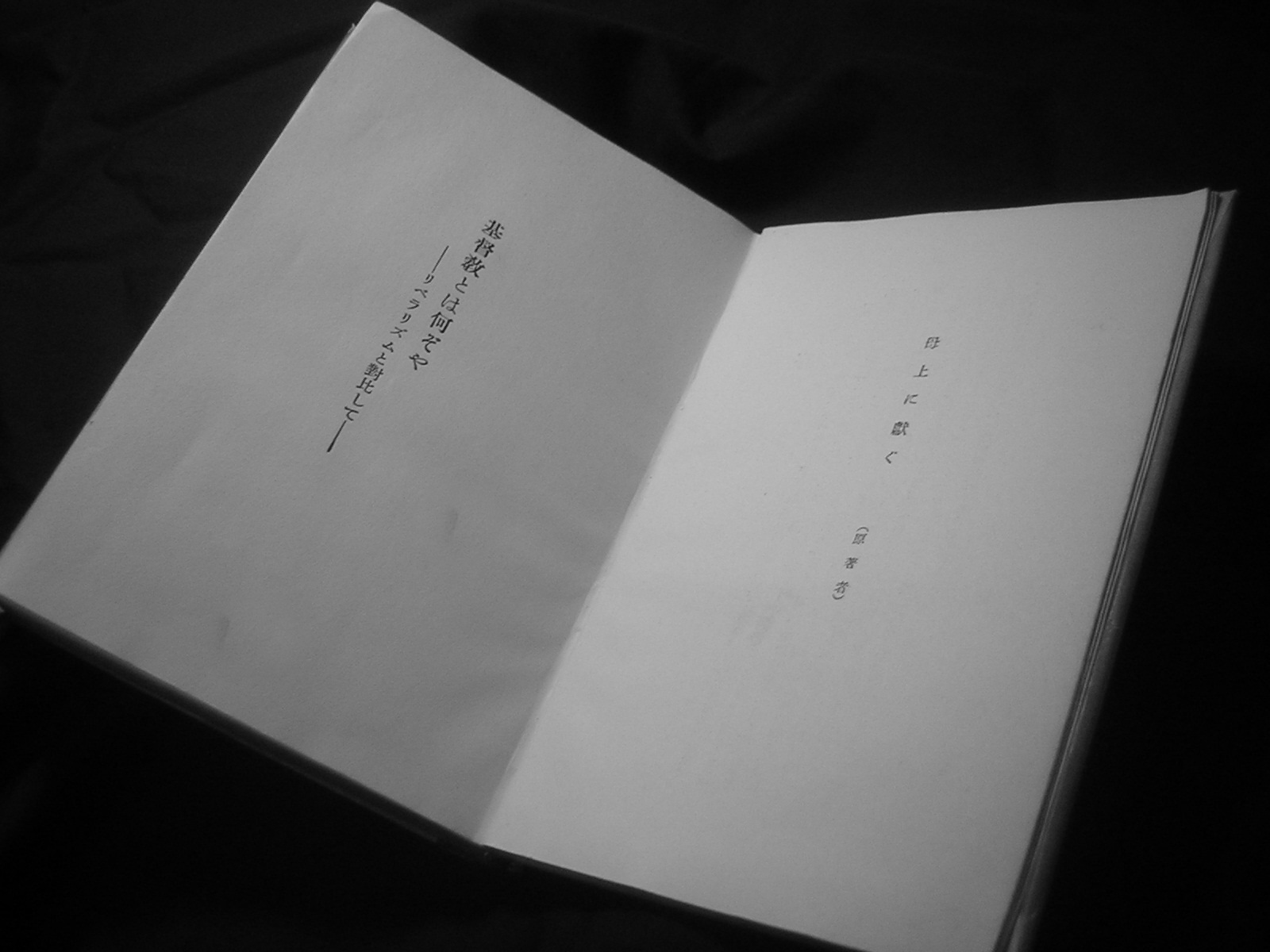
『基督教とは何ぞや』1933年

- 岡田稔は、角田を日本におけるジョン・グレッサム・メイチェンの真の弟子と評している[5]。
- 日本の教界にメイチェンを紹介して、1930年代からの改革派神学運動に影響を与えた、日本の保守的なカルヴァン主義の先駆者であったと言われている[6]。
- 仙台改革派教会の渡辺公平牧師は、1951年に出版された戦前の翻訳原稿『現代における基督教信仰』（メイチェン）の後記で、戦後の日本キリスト改革派教会を中心とした改革派運動に参加することなく死去したことを惜しんでいる。

## 訳書
- 『基督教とは何ぞや:リベラリズムと對比して』ジョン・グレッサム・メイチェン 長崎書店 1933
- 『信仰とは何ぞや』ジョン・グレッサム・メイチェン 一粒社 1931
- 『現代における基督教信仰』ジョン・グレッサム・メイチェン 渡辺公平（編） 活水社 1951
- 『神と人間』ジョン・グレッサム・メイチェン 吉岡繁（編） いのちのことば社 聖書図書刊行会 1963年